# Häggita
La häggita és un mineral de la classe dels òxids. Va rebre el nom per H.T. Evans, Jr. i Mary E. Rose el 1958 en honor de Gunnar Hägg (14 de desembre de 1903, Estocolm, Suècia - 28 de maig de 1986), químic, cristal·lògraf i professor de química general i inorgànica a la Universitat d'Uppsala, a Suècia.

## Característiques
La häggita és un òxid de fórmula química V3+V4+O₂(OH)₃. Es tracta d'una espècie aprovada per l'Associació Mineralògica Internacional, i publicada per primera vegada el 1958. Cristal·litza en el sistema monoclínic.
Segons la classificació de Nickel-Strunz, la häggita pertany a «04.HE: Filovanadats» juntament amb els següents minerals: melanovanadita, shcherbinaïta, hewettita, metahewettita, bariandita, bokita, corvusita, fernandinita, straczekita, doloresita, duttonita i cavoïta.
L'exemplar que va servir per a determinar l'espècie, el que es coneix com a material tipus, es troba conservat al Museu Nacional d'Història Natural, situat a Washington DC (Estats Units).

## Formació i jaciments
Va ser descoberta al forat de perforació TR-713 de la localitat de Carlile, al comtat de Crook (Wyoming, Estats Units), associada a doloresita. També ha estat descrita en altres indrets dels Estats Units, així com a l'Argentina, Itàlia, Alemanya, Rússia, Kazakhstan, l'Uzbekistan i Austràlia.